# ارسين باريسوفيج افاكوف
ارسين باريسوفيج افاكوف (بالأوكرانية: Арсен Борисович Аваков) (بالأرمنية: Արսեն Բորիսի Ավակով) سياسي أوكراني من أصول أرمنية ولد في (2 يناير 1964 في مدينة باكو,أذربيجان) وزير الداخلية في أوكرانيا 
منذ (22 فبراير 2014) أعيد تعيينه في (29 أغسطس 2019)

## مناصب شغلها
ولد في 2 يناير 1964 في باكو في عائلة رجل عسكري.
حسب الجنسية - الأرمنية. منذ عام 1966 يقيم بشكل دائم في أوكرانيا
مواطن أوكرانيا.
في عام 1990 أسس شركة JSC Investor. في الفترة 2005-2010 كان رئيسًا لإدارة الدولة الإقليمية في خاركوف.
من خريف عام 2011 إلى ديسمبر 2012، كان في المنفى السياسي في إيطاليا بسبب الاضطهاد في أوكرانيا من قبل نظام فيكتور يانوكوفيتش.
وفي عام 2012، تم انتخابه نائباً للشعب في أوكرانيا.
خلال ثورة 2014 كان أحد قادة الميدان الأوروبي.
في 27 فبراير 2014، وافق البرلمان الأوكراني على تعيين أرسين أفاكوف وزيرًا للشؤون الداخلية في أوكرانيا.
```
 
[
3
]
```

بمبادرة من أفاكوف، تم إنشاء الحرس الوطني لأوكرانيا وكتائب المتطوعين في عام 2014. لقد جعلوا من الممكن وقف العدوان العسكري من جانب الاتحاد الروسي في شرق أوكرانيا.في ليلة 7-8 أبريل 2014، قاد أفاكوف بنفسه عملية اقتحام مبنى إدارة الدولة الإقليمية في خاركوف، الذي استولى عليه الانفصاليون والمسلحون من الاتحاد الروسي.
بدأ أفاكوف جهود وزارة الداخلية لإدخال جوازات السفر البيومترية. كان هذا شرطًا ضروريًا لإدخال نظام الإعفاء من التأشيرة لأوكرانيا مع دول الاتحاد الأوروبي
دافع أفاكوف عن جندي الحرس الوطني الأوكراني فيتالي ماركيف في إيطاليا. وبمشاركة أفاكوف، أسقطت محكمة في ميلانو (إيطاليا) التهم الموجهة إلى ماركيف وأوكرانيا في وفاة المصور الصحفي أندريا روتشيلي (إيطاليا) وأندريه ميرونوف (الاتحاد الروسي) في سلافيانسك في مايو 2014.
كان أفاكوف وزيرًا للشؤون الداخلية في أوكرانيا في الفترة من 24 فبراير 2014 إلى 15 يوليو 2021، في عهد رئيسين لأوكرانيا: بيترو بوروشينكو وفلاديمير زيلينسكي، وكان عضوًا في خمسة مجلس وزراء لأوكرانيا. هذا هو أطول إيقاع في أوكرانيا المستقلة

## جوائز الدولة
تكريم الخبير الاقتصادي في أوكرانيا (22/06/2007)
وسام الاستحقاق من الدرجة الثالثة (2016/04/15)
وسام جوقة الشرف (فرنسا) (2022/09/06)